# Vangsvatnet
Vangsvatnet er en 9 km lang sø som ligger i Voss kommune i Vestland fylke i Norge. Den ligger 47 moh. og har et areal på 7,69 km². Det strækker sig fra kommunecenteret Vossevangen, hvor blandt andet Raundalselven munder ud i det, til Bulken, hvor udløbet er starten til elven Vosso, som først løber ud i Seimsvatnet, derefter i Evangervatnet. Vangsvatnet er uregulert. Europavej E16 går langs norsiden af søen.